# جنی تمیم
جانی تمیم یک طراح لباس فرانسوی است. او بیشتر به خاطر کارش بر روی شش فیلم پایانی مجموعه فیلم‌های هری پاترشناخته شده است، که هر کدام نامزدی جوایز ساترن را برای او به ارمغان آورد. او جایزه انجمن طراحان لباس را در سال ۲۰۱۲ برای فیلم هری پاتر و یادگاران مرگ - قسمت دوم (۲۰۱۱) و در سال ۲۰۱۳ برای فیلم اسکای‌فال (۲۰۱۲) به دست آورد.